# Bernard Lens I
Bernard Lens I (Países Bajos Españoles, c. 1630-Londres, Reino de Inglaterra, 1707), fue un pintor y escritor holandés de tratados religiosos.

## Vida
Lens nació en los Países Bajos y luego se mudó a Inglaterra. Principalmente pintó miniaturas, practicando técnicas de esmalte. Sus hijos fueron Andrew Benjamin, Peter Paul y Bernard Lens II, este último y su nieto Bernard Lens III también crecieron para convertirse en artistas por derecho propio.